# Cyrtodactylus intermedius
Cyrtodactylus intermedius — вид ящірок з родини геконових (Gekkonidae).

## Поширення
Вид поширений в Індокитаю. Трапляється в Камбоджі, В'єтнамі і Таїланді (провінція Чантхабурі).

## Опис
Нічний гекон. Він досить стрункий, тіло і хвіст тонкі і витягнуті, а ноги відносно тонкі. Голова трикутна. Основний колір — світло-коричневий, іноді має тенденцію до зеленого. Тіло перетинається поперечними смугами поперемінно з основного кольору і темно-коричневого кольору, з тонкою чіткою білою лінією між кожною смугою. Світло-коричневі смуги стискаються і стають світлішими на хвості. Перша темна смуга починається на потилиці і розвертається до голови на рівні очей та ніздрів. Нижня частина тіла — бежева.